# Брутиум
Брутиум (Bruttium) е местност в най-крайната южна част на Италия, която отговаря приблизително на днешна Калабрия. Наричана е Regio III Lucania et Bruttii.
На север се намира Лукания, на запад Тиренско море, на юг и изток Йонийско море.
В нея се намират планините Полино, Сила и Аспромонте.
Градовете на тази територия са Конзенция (столица, днешна Козенца), Кротон, Сибарис, Хипониум, Региум, Lokroi Epizephyrioi (Локри), Скилациум и Медма.
Брутиите са говорили на оски език. Името им означава бунтовници.
От 8 век пр.н.е. тук в Брутия се създават гръцки колонии на Магна Греция. Във вътрешността живеели още брутиите. Заедно със самнитите, които са по-далече на север, те завладяват през 3 век пр.н.е. някои гръцки колониални градове на бреговете. Привърженици са на цар Пир и са победени от римляните, които заемат след това голяма част от страната.
През втората пуническа война (218 – 201 пр.н.е.) брутиите са на страната на Ханибал. След неговата загуба страната преминава към Римската империя.
През 5 век територията е към Византия.